# Leiopelma hamiltoni
Leiopelma hamiltoni es un anuro primitivo nativo de Nueva Zelanda, perteneciente a la familia Leiopelmatidae, que constan de cuatro especies vivas. 

## Distribución
Se encuentra exclusivamente en la isla de Stephens (Nueva Zelanda). 
El holotipo se conserva en la colección del Museo de Nueva Zelanda Te Papa Tongarewa.

## Etimología
Su nombre de especie es en honor de Harold Hamilton.

## Publicación original
- McCulloch, 1919 : A new discoglossoid frog from New Zealand. Transactions and Proceedings of the New Zealand Institute, Wellington, vol. 51, p.447-449 (texto íntegro).